# Дорогожичі (станція метро)
50°28′25″ пн. ш. 30°26′58″ сх. д. / 50.47361° пн. ш. 30.44944° сх. д.
«Дорого́жичі» — 40-ва станція Київського метрополітену на Сирецько-Печерській лінії між станціями «Сирець» та «Лук'янівська». Код станції — 311.

## Історія
Станція відкрита 30 березня 2000 року. Назва станції походить від однойменної місцевості, де вона розташована.

## Конструкція
Конструкція станції — пілонна трисклепінна з острівною платформою.
Колійний розвиток: 3-стрілочні оборотні тупики з боку станції «Сирець».
Станція має три підземних зали — середній і два зали з посадковими платформами. Зали станції з'єднані між собою рядами проходів-порталів, які складаються з пілонів. Середній зал з'єднаний ескалаторним тунелем, в якому встановлено 4 ескалатори, з напівпідземним дворівневим вестибюлем станції, висота якого еквівалентна трьом поверхам. На нижньому рівні вестибюля розміщений касовий зал, а верхня частина вестибюля виходить у підземний перехід перехрестя вулиць Щусєва, Юрія Іллєнка та Олени Теліги. Обидві частини вестибюля з'єднані чотиристрічковим одномаршевим ескалатором і двома тримаршевими сходами.

## Пасажиропотік
| Рік                           | 2009 | 2011 | 2012 | 2013 | 2014 | 2015 | 2016 | 2017 | 2018 |
| ----------------------------- | ---- | ---- | ---- | ---- | ---- | ---- | ---- | ---- | ---- |
| Пасажиропотік, тис. осіб/добу | 18,7 | 18,5 | 18,1 | 18,1 | 16,8 | 16,1 | 15,6 | 15,9 | 16,0 |

## Галерея

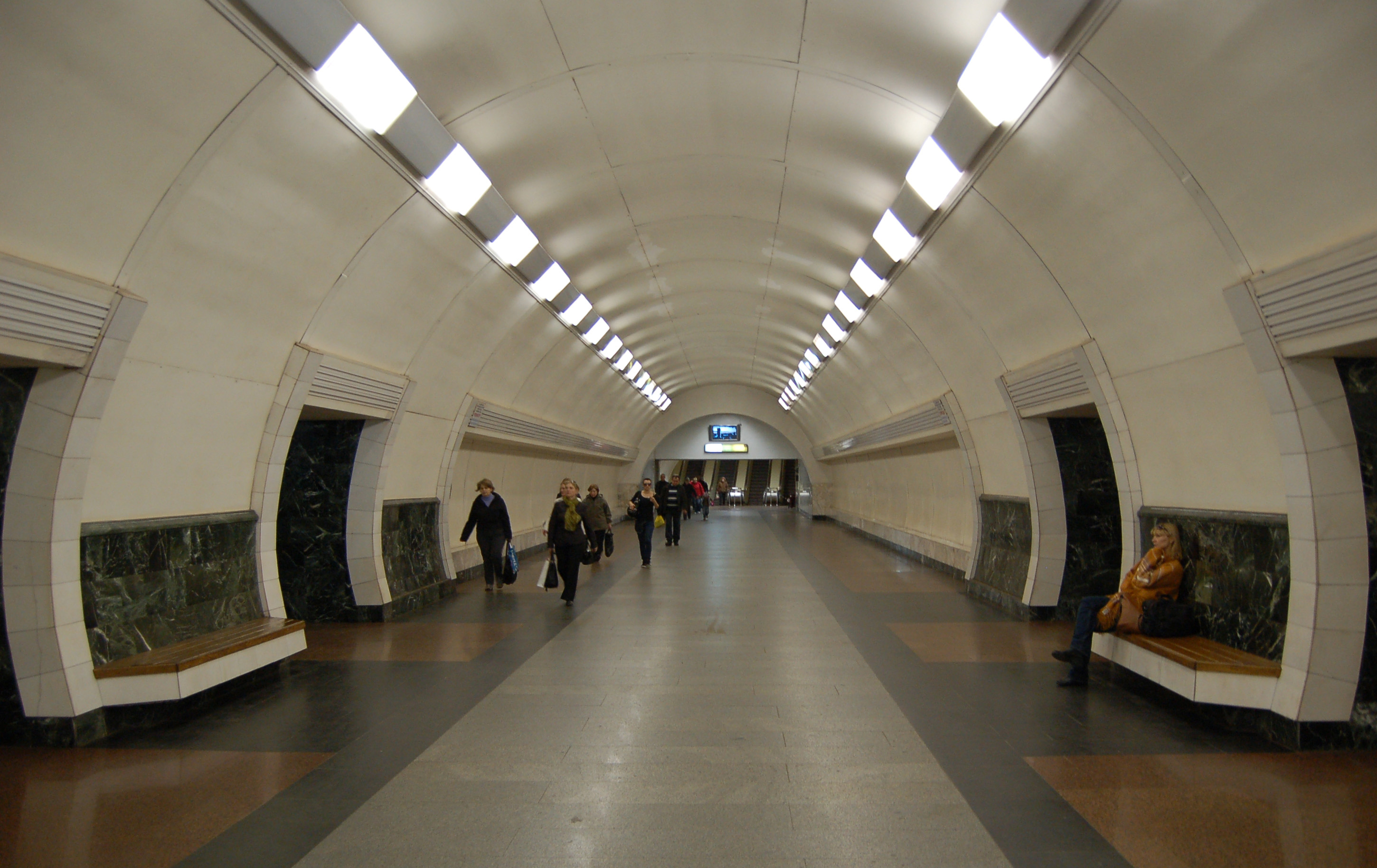
Вигляд на ескалатори з центральної зали
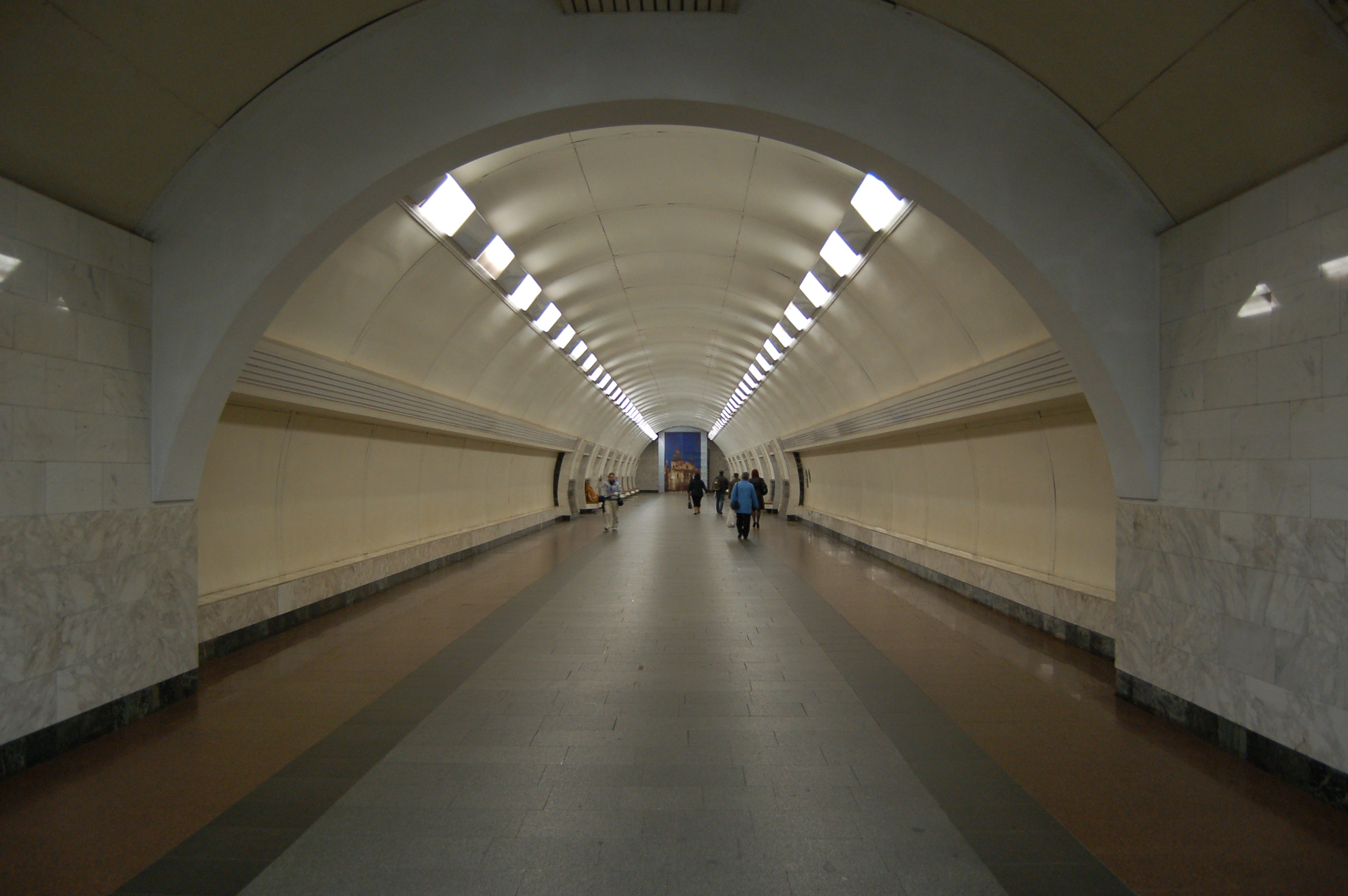
Центральна зала, вигляд від ескалаторів
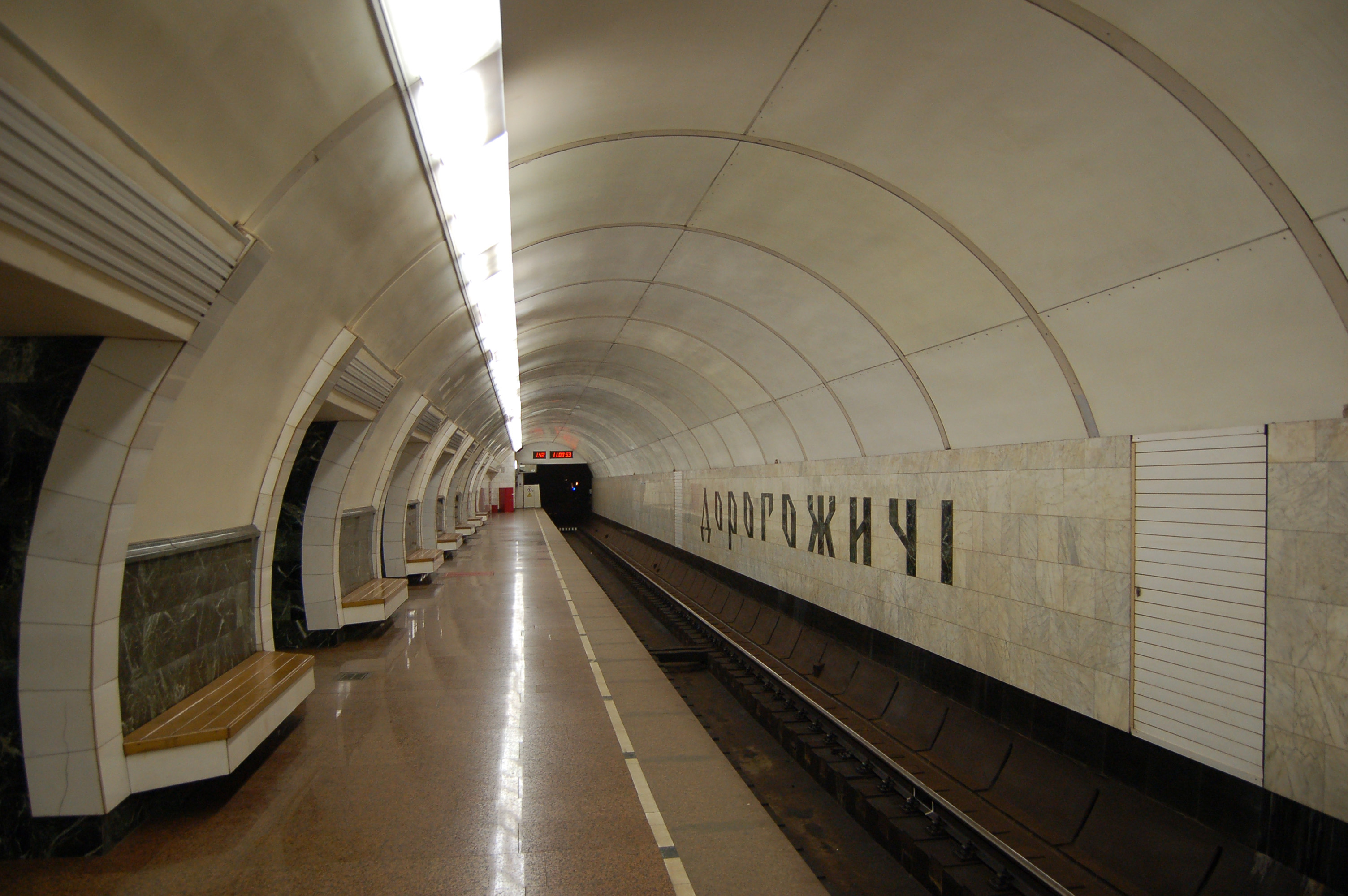
Посадкова платформа
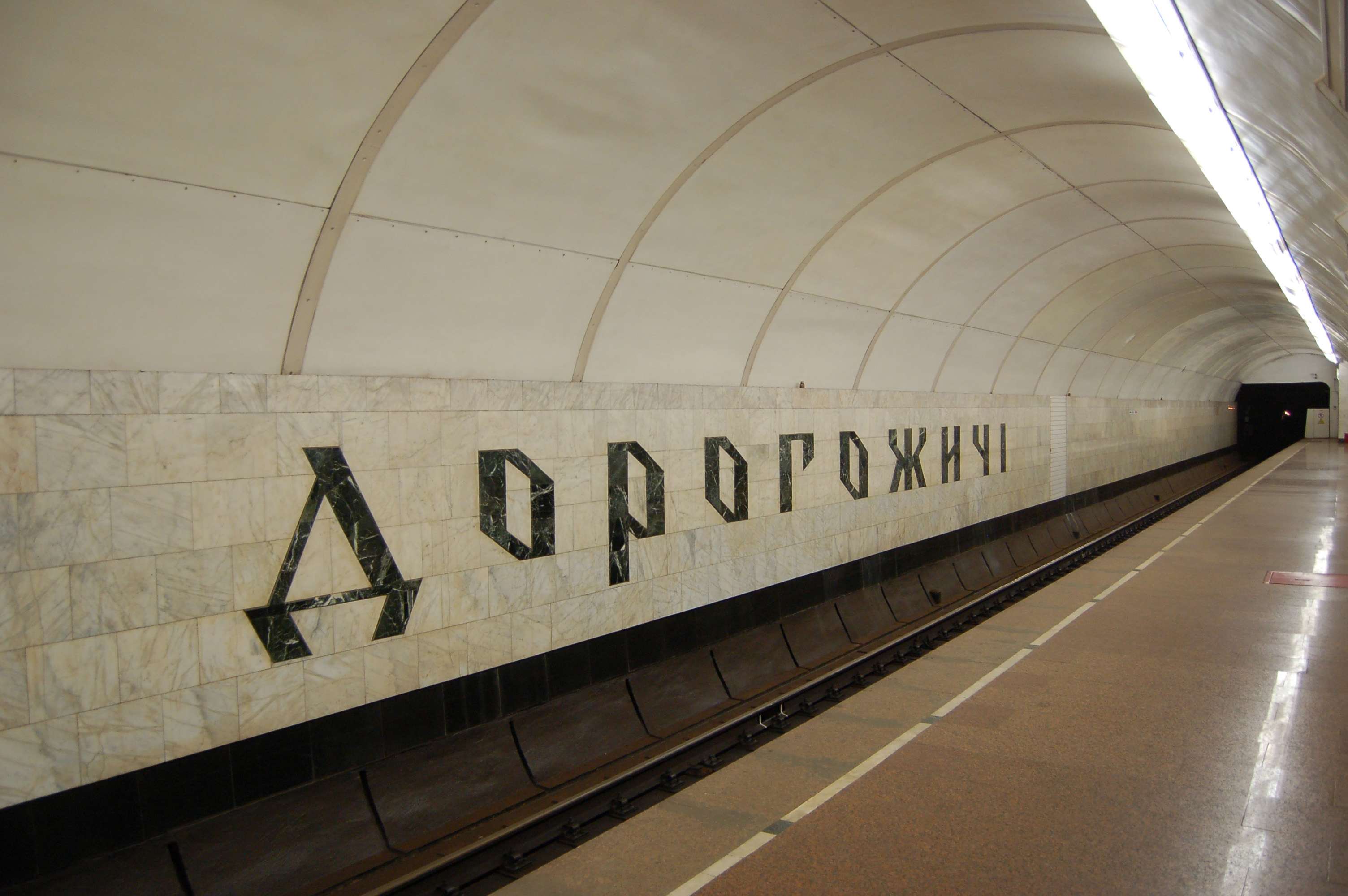
Назва станції на колійній стіні
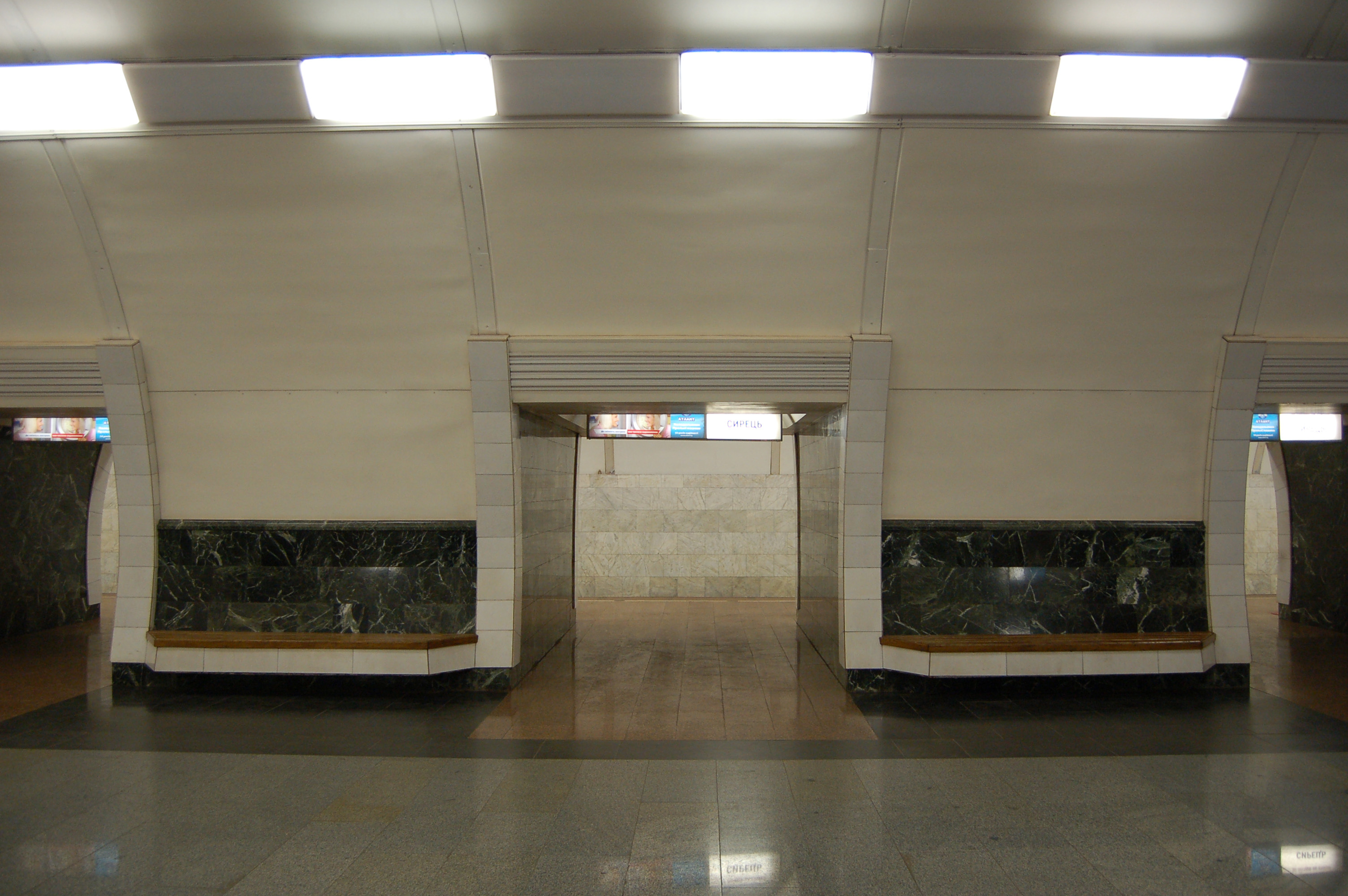
Форма пілонів
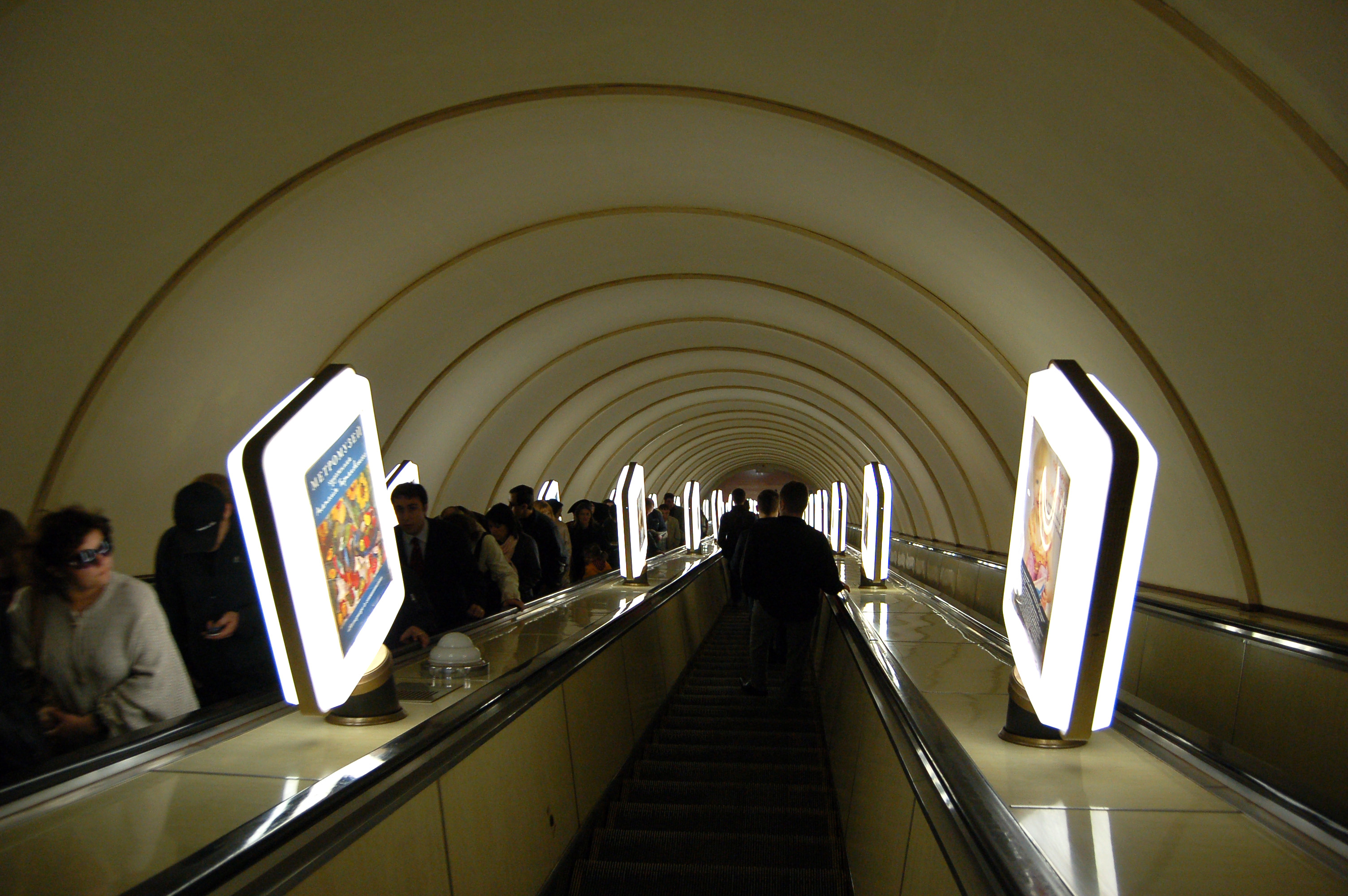
Нижній ескалаторний нахил
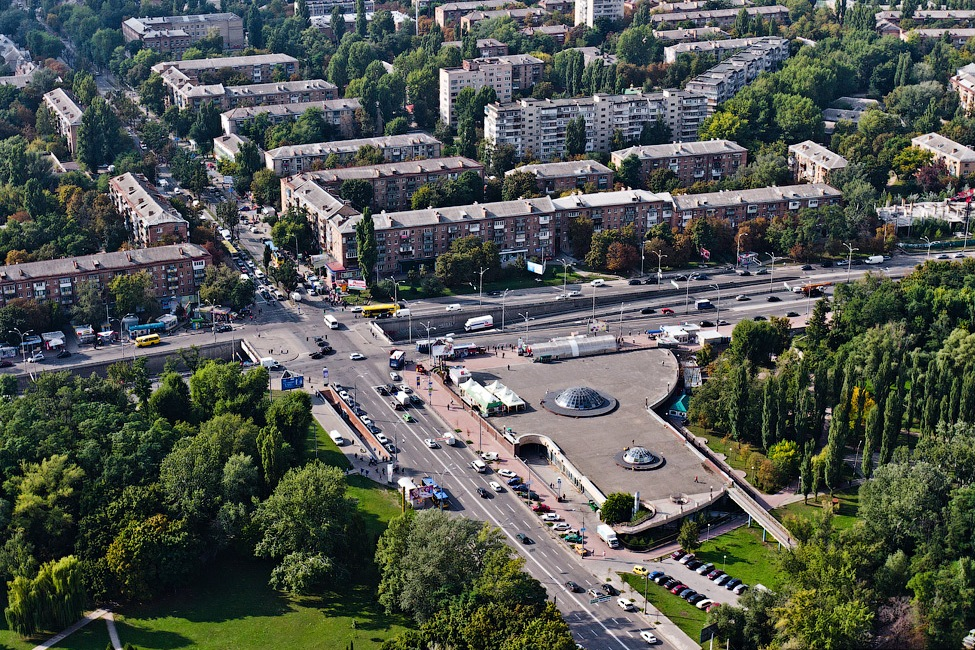
Надземний вестибюль. Вид з Київської телевежі
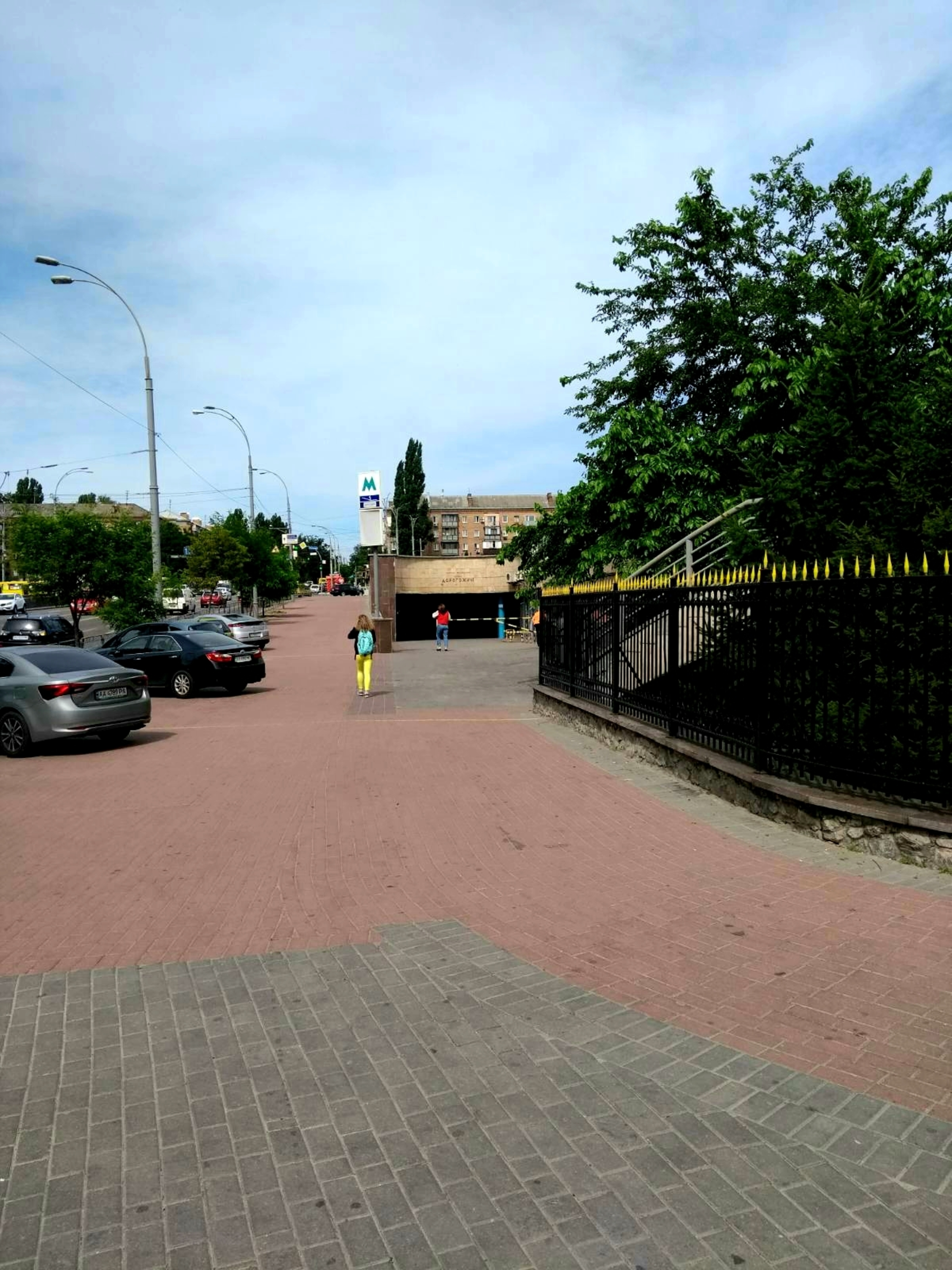
Вхід у підземний перехід станції
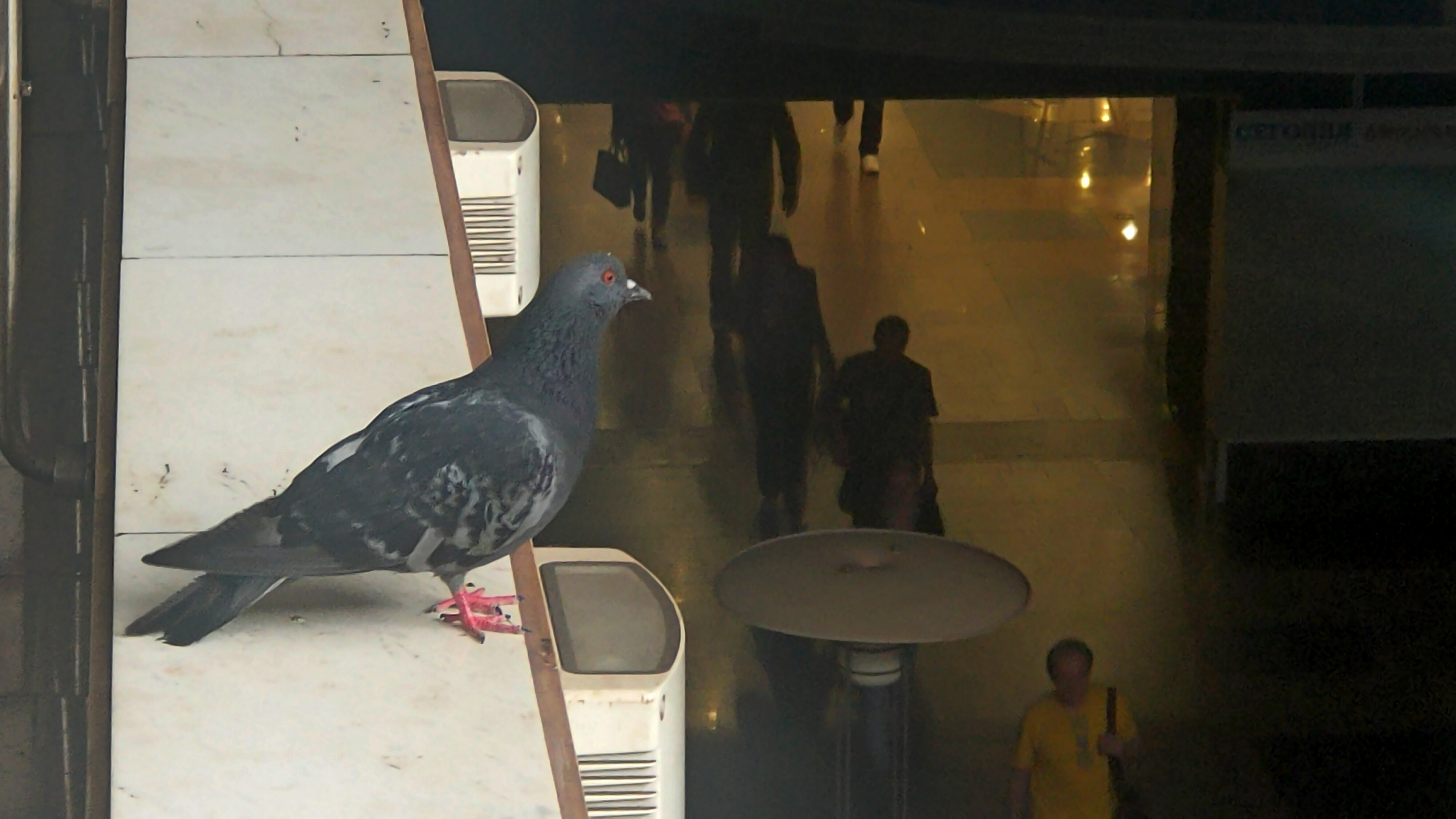
Інтер’єр наземного вестибюля
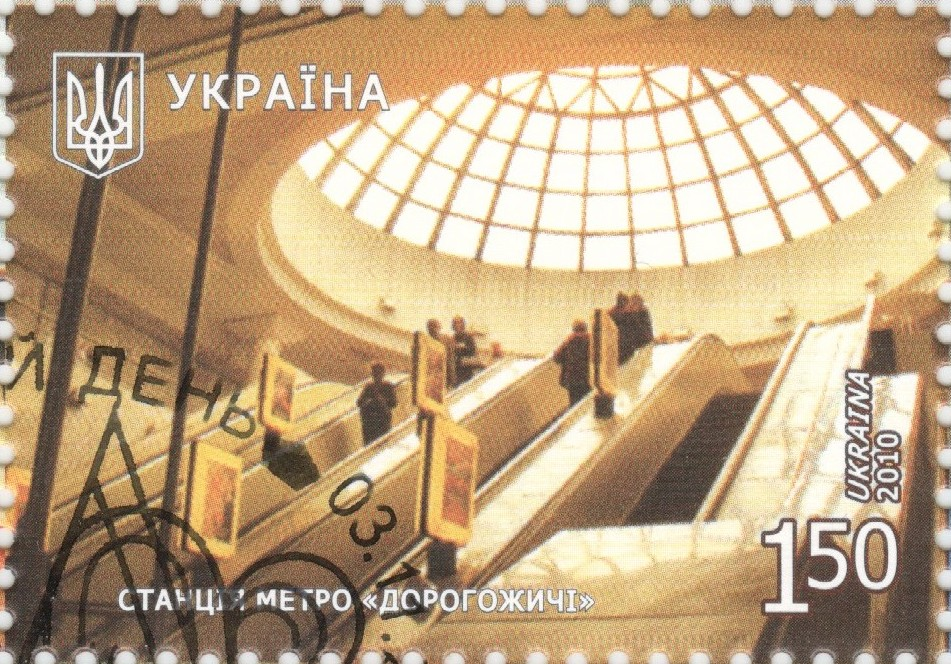
Поштова марка «Станція метро „Дорогожичі“»